# ジャーン・ルーニー
ジャーン・ルーニー（Giaan Rooney OAM、1982年11月15日 - ）は、オーストラリアの競泳選手。ブリスベン生まれ。
2004年アテネオリンピックで、リーゼル・ジョーンズ、ペトリア・トーマス、ジョディ・ヘンリー と共に、4x100m メドレー・リレーで世界記録を更新し、優勝した。